# Andry Rajoelina
Andry Nirina Rajoelina (Antsirabe, 30 maggio 1974) è un politico malgascio.
È diventato presidente del Madagascar il 17 marzo 2009 a seguito di un colpo di Stato militare, rimanendo in carica fino al 25 gennaio 2014. Rieletto nelle elezioni presidenziali del 2018, si è ufficialmente insediato il 19 gennaio 2019.

## Biografia e carriera
In passato è stato un noto disc jockey locale, ma soprattutto ricoprì la carica di sindaco di Antananarivo, la capitale dello Stato, dal 12 dicembre 2007 al 3 febbraio 2009.

### Presidente del Madagascar
Il 17 marzo 2009, a seguito di un colpo di Stato militare, ha assunto le funzioni di capo di Stato. Ha preso il posto del precedente presidente Marc Ravalomanana costretto alle dimissioni. Tutti gli oppositori del presidente ad interim Rajoelina sono stati arrestati, come ad esempio il presidente della Corte Costituzionale, che aveva apertamente e fermamente contrastato la presa di potere del neo presidente.
Dopo essere entrato in carica, Rajoelina ha sciolto il Senato e il Parlamento per trasferire i loro poteri al suo gabinetto, ai funzionari dell'Alta Autorità di Transizione (HAT) e al nuovo Consiglio per il rafforzamento sociale ed economico, attraverso il quale le sue politiche sono state emesse come decreti. L'autorità legislativa riposava in pratica con Rajoelina e il suo gabinetto, composto dai suoi più stretti consiglieri. Un comitato militare istituito in aprile ha aumentato il controllo dell'HAT sulla politica di sicurezza e di difesa. Il mese successivo, dopo la sospensione dei 22 governatori regionali del paese, il governo di transizione ha rafforzato la sua influenza sul governo locale nominando i sostituti. La National Enquiry Commission (CNME) venne istituita poco dopo per rafforzare l'efficacia del CAP nell'affrontare questioni giudiziarie e legali.
Una delle prime misure di Andry Rajoelina come presidente fu quella di annullare l'accordo impopolare di Ravalomanana con Daewoo Logistics. Il 2 giugno 2009, Ravalomanana è stata multato per 70 milioni di dollari USA (42 milioni di sterline inglesi) e condannato a quattro anni di carcere per presunto abuso d'ufficio che, secondo il ministro della Giustizia HAT Christine Razanamahasoa, includeva l'acquisto di un secondo aereo presidenziale ("Air Force II") del dicembre 2008 del valore di 60 milioni di dollari. Rajoelina ha anche intrapreso un'azione legale contro la società Tiko di Ravalomanana per recuperare 35 milioni di dollari di tasse arretrate. Inoltre, il 28 agosto 2010, l'HAT ha condannato Ravalomanana in absentia ai lavori forzati a vita e ha emesso un mandato di arresto per il suo coinvolgimento nelle proteste che hanno causato anche morti.. Ha anche annullato la strategia di sviluppo a medio termine di Ravalomanana, ha ridefinito un suo piano di strategie economiche e sociali per il Madagascar e ha abbandonato le riforme dell'istruzione avviate dal suo predecessore che aveva adottato il malgascio e l'inglese come lingue di insegnamento, tornando invece all'uso tradizionale del francese. Nel 2012, ha venduto il controverso Boeing 747 acquistato dal suo predecessore con fondi pubblici.

### Secondo mandato come presidente del Madagascar
Rajoelina è stato rieletto come presidente del Madagascar il 18 gennaio 2019.
Ad aprile e maggio 2020, il presidente Rajoelina ha attirato l'attenzione dei media quando ha lanciato una "cura" non testata per il COVID-19 soprannominata "Covid-Organic". La tisana è stata sviluppata dal Madagascar Institute of Applied Research (MIAR) utilizzando artemisia e altre erbe di provenienza locale. I militari hanno distribuito lotti di "Covid-Organic" al pubblico. Diversi paesi africani tra cui Tanzania, Liberia, Guinea Equatoriale e Guinea-Bissau hanno acquistato la tisana. Tuttavia, la National Academy of Medicine of Madagascar (ANAMEM) ha espresso il suo scetticismo, mentre la World Health Organization (WHO) ha avvertito che non c'erano prove di alcuna cura per il coronavirus al momento del lancio di Covid-Organic. L'Unione africana ha cercato di testare l'efficienza tecnica della tisana.
Nel giugno 2023, la rivelazione della nazionalità francese ha portato all'apertura di un'inchiesta parlamentare, seguita dall'interrogatorio dell'Alta Corte costituzionale da parte di un gruppo di cittadini della diaspora malgascia in Francia..

### Terzo mandato come presidente del Madagascar
Nel maggio 2025, Andry Rajoelina ha ribadito la sua intenzione di visitare personalmente le Isole Disperse, le isole francesi al confine con le acque malgasce, privilegiando al contempo la via del dialogo per risolvere questa controversia che dura da diversi decenni, dopo l'era imperiale europea, in Africa..